# YBC 7289

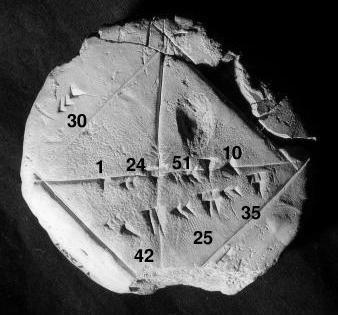
YBC 7289

YBC 7289 is een kleitablet in spijkerschrift, daterend van omstreeks 1800–1600 v.Chr. uit het Babylonische Rijk. Het is van grote waarde in de studie van de geschiedenis van de wiskunde, aangezien het een van de eerste benaderingen geeft voor de wortel uit 2, in een sexagesimaal stelsel.
Het kleitablet is hoekig rond en toont de afbeelding van een vierkant met zijn diagonalen. Langs de zijden zijn in spijkerschrift getallen ingekrast:
- een zijde van het vierkant is 30
- langs een diagonaal zijn de getallen 1, 24, 51 en 10 aangebracht
- onder de reeks getallen staan 42, 25 en 35.

Het geeft een correcte benadering tot op drie zestigtallige cijfers, vijf decimale cijfers, na de komma:
{\displaystyle {\sqrt {2}}=1+{\frac {24}{60}}+{\frac {51}{60^{2}}}+{\frac {10}{60^{3}}}=1+{\frac {24}{60}}+{\frac {51}{3600}}+{\frac {10}{216000}}=1,41421(296296...)}
De werkelijke waarde bedraagt:
{\displaystyle {\sqrt {2}}=1,41421356...\,} zestigtallig: 1, 24, 51, 10, 7, 46 ..